# Инвеј
Инвеј српска је мултинационална компанија специјализована за разна пословања, основана 19. јануара 1993. Власник компаније је Предраг Ранковић који је купац многих предузећа од којих се компанија састоји.

## Власништво
- Хепи ТВ — телевизија са националном фреквенцијом
  - Хепи ријалити 1 — кабловска и сателитска телевизија
  - Хепи ријалити 2 — кабловска и сателитска телевизија
  - Моје Хепи Друштво — кабловска телевизија
  - Мој Хепи Живот — кабловска телевизија
  - Моја Хепи Земља — кабловска телевизија
  - Моја Хепи Музика — кабловска телевизија
- Ратар — предузеће за производњу пшеничних производа
- Рубин — индустрија пића
- Милан Благојевић Смедерево — апарати за домаћинства
- Пекарска индустрија — индустрија пецива
- Витал — фабрика уља
- Монус — фабрика цигарета
- Медела — предузеће за производњу кондиторских и прехрамбених производа
- Сунце — фабрика уља
- Касина — хотел и клуб
- Идеограм — предузеће за издаваштво DVD-ова и синхронизацију
- Сити порт — предузеће за производњу и трговину
- Албус — кућна хемија
- Раваница